# 劉蛟
劉蛟，字雲友，贵州都勻人，清朝政治人物、同進士出身。

## 生平
康熙五十一年（1712年）壬辰科進士，三甲九十九名，改翰林院庶吉士，散館授檢討。著有《臥雲文稿》。